# Charles Rosen
Charles Rosen (New York, 5 maggio 1927 – New York, 9 dicembre 2012) è stato un pianista, musicologo e scrittore statunitense.

## Biografia
Da giovane Rosen ha studiato pianoforte con Moriz Rosenthal (leggendario pianista polacco nato nel 1862, che era stato a sua volta studente di Franz Liszt e Rafael Joseffy).  Durante la sua carriera di pianista di successo Charles Rosen ha tenuto numerosi concerti come solista e con orchestre in tutto il mondo ed ha inciso molte opere contemporanee su richiesta dei relativi compositori. Tra questi Igor' Fëdorovič Stravinskij, Elliott Carter e Pierre Boulez.
Rosen è inoltre autore di libri sulla musica ampiamente riconosciuti e ammirati. Probabilmente la sua opera più famosa è The Classical Style (pubblicato in Italia col titolo Lo stile classico. Haydn, Mozart, Beethoven), testo in cui si analizza la natura e l'evoluzione dello stile classico sviluppato da Franz Joseph Haydn, Wolfgang Amadeus Mozart e Ludwig van Beethoven. 
Il libro Sonata Forms è in un certo senso la continuazione di The Classical Style, un'analisi accurata della forma sonata, la forma musicale principale dell'età classica. 
Nel 1995 viene pubblicato The Romantic Generation (in italiano La generazione romantica), un testo che copre l'analisi delle opere della prima generazione dei compositori romantici, tra cui Fryderyk Chopin, Franz Liszt, Robert Schumann e Felix Mendelssohn. Altri libri sulla musica scritti da Rosen affrontano il linguaggio musicale di Elliott Carter, di Arnold Schönberg e le sonate per pianoforte di Beethoven. 
I libri del poliedrico Rosen affrontano temi appartenenti anche ad altre aree umanistiche, fra questi Romanticism and Realism: The Mythology of Nineteenth-Century Art e Romantic Poets, Critics, and Other Madmen.
Rosen, che ha anche ottenuto un Ph.D. in letteratura francese dalla Princeton University, ha di tanto in tanto tenuto delle cattedre come professore universitario, insegnando ad Harvard, alla Oxford University e alla University of Chicago.
In occasione dell'80º compleanno di Charles Rosen sono stati a lui dedicati una serie di saggi di argomento musicale, scritti da musicisti e musicologi e pubblicati nel 2008 col titolo di Variations on the Canon, Essays on Music from Bach to Boulez in Honor of Charles Rosen on His Eightieth Birthday.

### In inglese
- 1971, The Classical Style, (2ª ed., 1997, New York, Norton), ISBN 0-393-31712-9
- 1984, The Musical Languages of Elliott Carter, Washington, D.C., Music Division, Research Services, Library of Congress
- 1985, Romanticism and Realism: The Mythology of Nineteenth-Century Art, con Henri Zerner, New York, Norton, ISBN 0-393-30196-6
- 1985, Sonata Forms, (2ª ed., 1988), New York, Norton, ISBN 0-393-30219-9
- 1994, The Frontiers of Meaning: Three Informal Lectures on Music, New York, Hill and Wang, ISBN 1-871082-65-X
- 1995, The Romantic Generation, (2ª ed., 1998, Cambridge, Harvard University Press), ISBN 0-674-77934-7
- 1996, Arnold Schoenberg, Chicago, University of Chicago Press, ISBN 0-691-02706-4
- 2000, Romantic Poets, Critics, and Other Madmen, Cambridge, Harvard University Press, ISBN 0-674-77951-7
- 2001, Beethoven's Piano Sonatas: A Short Companion, New Haven, Yale University Press, ISBN 0-300-09070-6
- 2001, Critical Entertainments: Music Old and New, Cambridge, Harvard University Press, ISBN 0-674-00684-4
- 2002, Piano Notes: The World of the Pianist, 2002, Free Press, ISBN 0-7432-4312-9

### Traduzioni in italiano
- Lo stile classico. Haydn, Mozart, Beethoven, Biblioteca di storia della musica, Feltrinelli, Milano, 1979, ISBN 978-88-07-18001-9; trad. di Riccardo Bianchini riveduta da Gaia Varon, Fuori Collana, Adelphi, Milano, 2013, ISBN 978-88-45-92769-0.
- La generazione romantica, Adelphi, Milano, 1997-2005, ISBN 978-88-459-2024-0
- Le sonate per pianoforte di Beethoven, a cura di Enrico Maria Polimanti, Astrolabio, Roma, 2008, ISBN 978-88-340-1532-2
- Piano Notes. Il pianista e il suo mondo, EDT, Torino, 2008, ISBN 978-88-6040-392-6
- Le forme-sonata, Feltrinelli, Milano, 1986; Nuova edizione riveduta e ampliata, EDT, Torino, 2011, ISBN 978-88-6040-668-2